# Серцево-судинна система людини
Серцево-судинна система (абр. ССС) людини переважно, забезпечує рух крові замкненою динамічною трубчастою системою — кров'яною. До ССС зараховують серце-артерії-капіляри-вени. По ній циркулює рідка сполучна тканина — кров. В систему крові, залучені й інші органи, як-от печінка (деактивація токсичних речовин), легені (збагачення киснем крові за допомогою процесу, який називається вентиляція), кровотворні органи (постійно замінюють складники крові, що загинули шляхом апоптозу чи некрозу), ендокринні залози (виділяють в кров гормони). Разом із кров'яною системою, нерозривно пов'язана і діє — лімфатична система (капіляри, судини, вузли, протоки та головний лімфатичний колектор — грудна протока, що впадає в венозну систему) — в якій здійснює обіг тканинна рідина — лімфа.
Кровоносна система забезпечує обмін речовин в організмі. Вона переносить кисень, котрий зв'язується з гемоглобіном в легенях, гормони, медіатори, виводить продукти обміну — вуглекислий газ, водні розчини азотистих шлаків крізь нирки.
В серцево-судинній системі, вирізняють центральний орган — серце, трубки котрі відводять кров від нього — артерії, трубки якими кров іде до серця — вени, і проміжну між ними частину — мікроциркуляторне русло (куди входять артеріоли, капіляри, венули).
Система кровообігу може уражатися багатьма серцево-судинними захворюваннями. На хворобах спеціалізуються кардіологи, кардіо-хірурги та судинні хірурги.

## Українські назви судин
«Серцево-судинна система» (згори донизу):
- Базилярна артерія
- Внутрішня сонна артерія
- Зовнішня сонна артерія
- Зовнішня яремна артерія
- Внутрішня яремна артерія
- Підключична артерія
- Підключична вена
- Хребетні артерії

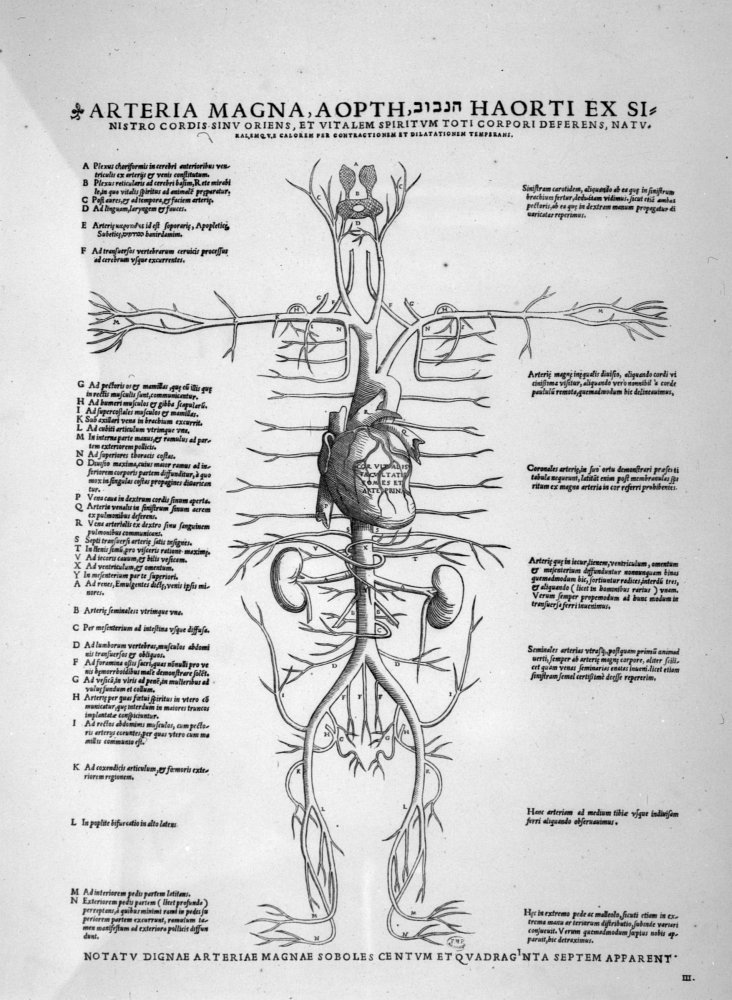
«Arteria magna», Tabulae anatomicae. «Велика артерія», анатомічні таблиці, 1874 рік.

- Латеральна підшкірна вена руки
- Загальна сонна артерія
- Пахвова вена
- Пахвова артерія
- Аорта
- Легеневі артерії
- Верхня порожниста вена
- Серце
- Нижня порожниста вена
- Низхідна аорта
- Плечова артерія
- Черевний стовбур
- Медіальна підшкірна вена руки
- Печінкова вена
- Серединна вена ліктя
- Латеральна підшкірна вена рукиСхема розташування найбільших кровоносних судин в тілі чоловіка. Артерії показано червоним, вени — синім кольорами.
- Ниркові вени
- Ниркові артерії
- Ліктьова вена
- Променева артерія
- Вена статевих залоз — Gonadal vein (англ.)
- Артерія статевих залоз — Gonadal artery (англ.)
- Загальна клубова вена
- Загальна клубова артерія
- Внутрішня клубова артерія
- Внутрішня клубова вена
- Долонні пальцеві вени
- Пальцеві артерії
- Зовнішня клубова вена
- Зовнішня клубова артерія
- Велика підшкірна вена ноги
- Стегнова артерія
- Стегнова вена
- Підколінна артерія
- Підколінна вена
- Мала підшкірна вена ноги
- Передня великогомілкова артерія
- Задня великогомілкова артерія
- Малогомілкова артерія

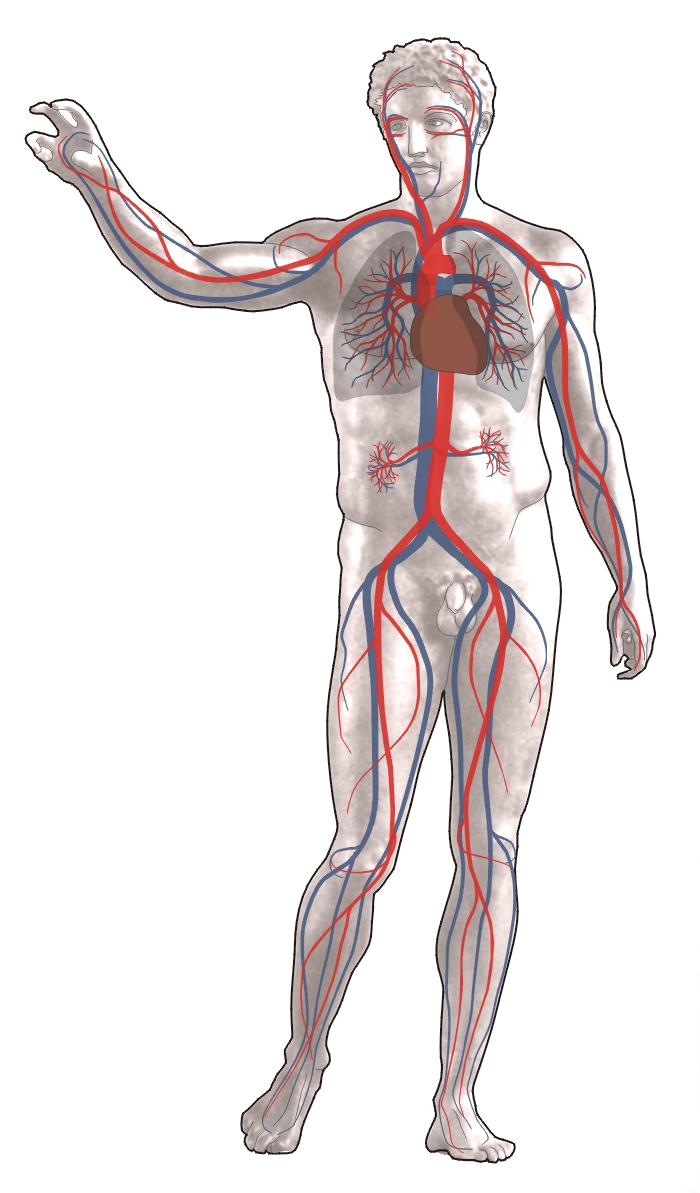
Схема розташування найбільших кровоносних судин в тілі чоловіка. Артерії показано червоним, вени — синім кольорами.

- Передня та задня великогомілкові вени
- Тильна венозна дуга — лат. arcus venosus dorsalis pedis
- Тильні пальцеві вени
- Дугоподібна артерія
- Тильні пальцеві артерії

## Історія її відкриття
Взаємозв'язок між кровотечею та смертю, безсумнівно, підкреслювався дуже рано в історії людства.
Єгиптяни вважали кров джерелом життя та оселею душі.
Розтини, виконані грецькими лікарями Коса у V столітті до н. е. — послідовниками Гіппократа на забитих тваринах, викликають помилки в уявленні: артерії виявляються порожніми, тому робиться висновок, що вони переносять повітря, тоді як печінка і селезінка повні крові, отже, ці два органи вважаються важливими складовими руху крові. Герофіл, лікар Олександрії з IV століття до н. е., описав першу пальпацію пульсу. Перший опис венозних клапанів, належить Ерасистрату (320—250 рр. до н. е.).
Клавдій Гален (131—201), дає точний опис мережі вен та артерій завдяки розтину свиней, але неправильно тлумачить роль органів. За його словами, кров створюється в печінці з їжі, вона обертається венами і йде, з одного боку, в легені, щоби змішатися з повітрям, з іншого боку переходить з правого шлуночка до лівого шлуночка крізь пористу стінку, де вона притягує тепло, яке перерозподіляє в тілі; в кінцівках тіла кров споживається і виходить у вигляді потовиділення.
Мусульманські лікарі перекладають єгипетські медичні трактати, виявлені під час вторгнення в Єгипет у VII столітті, зокрема трактат Галена про обіг (переклад Аверроеса). З початком від Х століття, вони окреслюють багато серцево-судинних захворювань (тромбоз і колапс від Авіценни, перикардит від Ібн Зухра). Ібн Аль-Нафіс, батько фізіології, є одним з інших попередників розтину людини. 1242 року, він першим змалював легеневий кровообіг, коронарні артерії та капілярний кровообіг, які складають основу системи кровообігу. Робота Ібн Аль-Нафіса залишалася невідомою до 1924 року, коли доктор Аль-Татаві, єгипетський лікар, який проживав у Німеччині, знайшов переклад Андреа Альпаго в Національній бібліотеці Берліна.
1543 року, Андреас Везалій оприлюднив власну роботу De humani corporis fabrica (Про будову людського тіла), в якій фізіологічна теорія Галена була доопрацьована до його нових спостережень.
Ця теорія Галена про фізіологію кровоносної системи, була спростована 1551 року, коли Амату Лузітану (з Каштелу-Бранку, 1511—1568), португальський лікар-маран, рятуючись від інквізиції в Італії, розтлумачив кровообіг у власній семитомній роботі Curationum Medicinalium Centuriæ Septem 1551 року (1-ше видання) і вперше зазначив, що у венах є клапани, які змушують кров повертатися до серця. Це відкриття змінює те, що було прийнято з часів Галена, який казав, що кров залишала серце артеріями та венами й туди не поверталася.
У XVI столітті, Мігель Сервет (іспанець) змалював легеневий кровообіг спочатку 1546-го, відтак оприлюднив у 1553 році. Ця подія залишалася непоміченою, оскільки праця містилася у трактаті з теології, котрий вважався єретичним, і про який писали, що видання було знищено. Відомо лише три примірники, які зберігаються відповідно в Единбурзі, Парижі та Відні.
Італієць Реальдо Коломбо — один із перших, хто досконало окреслив легеневий кровообіг. Андреа Чезальпіно (1519—1603), першим застосував термін «циркуляція» (обіг) і приписував його роль серцю, тоді як до цього часу вважалося, що рух крові залежить від пульсації артерій. Нарешті Вільям Гарвей (1578—1657), учень Ієроніма Фабриція (1537—1619), зробив перший повний опис системи кровообігу у власній праці «Exercitatio Anatomica de Motu Cordis et Sanguinis in Animalibus» 1628 року. Він, зокрема, висвітлює значення обертання крові, та точної ролі венозних клапанів, і встановлює, що циркуляція є значною (кілька літрів на хвилину), тоді як раніше вона вважалася краплинною. 1661 року, Марчелло Мальпігі вперше визначив капіляри під мікроскопом.
Перший докладний опис серцевих нападів (гострих інфарктів міокарда), що не призвели до летального наслідку, належить українським лікарям Стражеску М.Д. та Образцову В. П. — 1910 рік.
Ідею серця як насоса і двигуна кровообігу, знову було поставлено під сумнів сучасністю, зокрема, відомим польським кардіологом Леоном Мантейфелем-Зоеге у 1960-х роках.[джерело?]

## Основи
Завдання серцево-судинної системи полягає в тому, щоби забезпечити різні клітини потрібними їм поживними речовинами та киснем та усунути їхні відходи, як-от вуглекислий газ. Цей безперервний обіг працює завдяки кровоносним судинам і насосу: серцю. Артерії — це судини, що доправляють кров яка залишає серце, до тканин, тоді як вени несуть кров навпаки — від тканин до серця.

### Великі та малі кола кровообігу
Розрізняють системний кровообіг (великий обіг), призначення якого полягає у заряджанні м’язів та органів киснем і поживними речовинами, та легеневий кровообіг (малий обіг), завдання якого полягає у забезпеченні реоксигенації крові легенями та видалення вуглекислого газу (гематоз).
За великого кровообігу, лівий шлуночок серця виганяє кров крізь артерію аорти до капілярів різних органів, де відбуваються різні обміни. Аорта — це пружна і товста артерія, здатна витримувати високий тиск під час серцевого скорочення. Її еластичність сприяє відновленню безперервного потоку, тоді коли серцеві скорочення перериваються. Потім кров повертається до правого шлуночка серця крізь верхню та нижню порожнисті вени.
У малому колі кровообігу, правий шлуночок серця проштовхує кров крізь легеневу артерію до легенів. Правий шлуночок тонше лівого, через те що він повинен забезпечувати кровопостачання лише невеликої частини тіла.
Отож, за системного кровообігу, артерії приносять насичену киснем кров до тканин, а вени повертають збіднілу на кисень кров до серця; в легеневому кровообігу, легеневі артерії несуть кров з низьким вмістом кисню, а легеневі вени — багату на кисень кров.

### Венозне повернення(інші мови)
Глибокі та поверхневі вени оснащені клапанами. Ці «клапани», котрі розташовані кожні чотири-п'ять сантиметрів, надають єдиний напрямок кровообігу та запобігають рефлюксу.
Доправляння крові від ніг до серця, є наслідком дії декількох механізмів. Отже, стиснення склепіння стопи, скорочення м’язів литок і стегон штовхають кров вгору. Дихальні рухи також полегшують роботу, зменшуючи тиск у грудній клітці під час кожного вдиху. Ось чому ходьба та фізичні вправи, можуть обмежити ризик венозної недостатності.

## Функція
Близько 98,5% кисню у зразку артеріальної крові здорової людини, яка дихає повітрям при тиску на рівні моря, хімічно з'єднується з молекулами гемоглобіну. Близько 1,5% фізично розчиняється в інших рідинах крові та не зв'язується з гемоглобіном. Молекула гемоглобіну є основним переносником кисню у хребетних тварин.

## Патології ССС
Патологія серцево-судинної системи охоплює насамперед, первинні захворювання серця: деякі форми міокардиту, кардіоміопатії, пухлини серця. Також сюди залучають ураження серця під час інфекційних, інфекційно-алергічних, дисметаболічних і системних хвороб і захворювань інших органів.
У Міжнародному класифікаторі хвороб, захворювання серця і судин об'єднано в єдиний клас під назвою «Хвороби системи кровообігу» і розподілені на наступні пункти:
- Гострий ревматизм
- Хронічні ревматичні хвороби серця
- Гіпертонічна хвороба
- Ішемічна хвороба серця
- Легенево-серцева недостатність та хвороби малого кола кровообігу
- Інші хвороби серця
- Ураження судин головного мозку
- Хвороби артерій, артеріол та капілярів
- Хвороби вен, лімфатичних судин та лімфовузлів, не класифіковані в інших рубриках
- Інші та неуточнені порушення системи кровообігу